# Vaujany
Vaujany est une commune française située dans le département de l'Isère, en région Auvergne-Rhône-Alpes.
Elle est inscrite dans le canton du Bourg-d'Oisans et la communauté de communes de l'Oisans. La station de Vaujany, située sur son territoire, est reliée à l'Alpe d'Huez par les pistes de ski.

## Géographie

### Situation
Le territoire se présente comme un nid d'aigle face au massif des Grandes Rousses, sur l'adret du Rissiou, au-dessus du Flumet, située au cœur du massif de la chaîne de Belledonne, à l'aplomb des Grandes Rousses et frontalier de la Savoie avec le pic de l'étendard. Vaujany est adhérente à la Communauté de communes de l'Oisans.

### Sites géologiques remarquables
En 2014, plusieurs sites géologiques remarquables sont classés à l'« Inventaire du patrimoine géologique » :
- le « contact cristallin/sédimentaire des "Aiguillettes" (Grand Maison) », à l'amont du barrage de Grand'Maison, est un site d'intérêt tectonique de 149,68 hectares qui se trouve sur les communes de Vaujany et de Saint-Colomban-des-Villards, classé « deux étoiles » à l'« Inventaire du patrimoine géologique » ;
- la « faille de l'Eau d'Olle et les enclaves du Rivier d'Allemont » constituent un site d'intérêt tectonique de 10,54 hectares sur les communes de Vaujany et Allemond (lieu-dit Le Rivier d'Allemont). Il est classé « deux étoiles » à l'« Inventaire du patrimoine géologique ».

### Climat
Pour des articles plus généraux, voir Climat d'Auvergne-Rhône-Alpes et Climat de l'Isère.
En 2010, le climat de la commune est de type climat de montagne, selon une étude du Centre national de la recherche scientifique s'appuyant sur une série de données couvrant la période 1971-2000. En 2020, Météo-France publie une typologie des climats de la France métropolitaine dans laquelle la commune est exposée à un climat de montagne ou de marges de montagne et est dans la région climatique  Alpes du nord, caractérisée par une pluviométrie annuelle de 1 200 à 1 500 mm, irrégulièrement répartie en été.
Pour la période 1971-2000, la température annuelle moyenne est de 7,7 °C, avec une amplitude thermique annuelle de 16,5 °C. Le cumul annuel moyen de précipitations est de 1 293 mm, avec 9,2 jours de précipitations en janvier et 8,3 jours en juillet. Pour la période 1991-2020, la température moyenne annuelle observée sur la station météorologique de Météo-France la plus proche, « Alpe-d'Huez », sur la commune de Huez à 8 km à vol d'oiseau, est de 5,1 °C et le cumul annuel moyen de précipitations est de 994,8 mm,. Pour l'avenir, les paramètres climatiques de la commune estimés pour 2050 selon différents scénarios d'émission de gaz à effet de serre sont consultables sur un site dédié publié par Météo-France en novembre 2022.

### Hydrographie
Deux lacs liés à la création du barrage de Grand'Maison et du barrage du Verney sont situés sur le territoire de la commune.

### Voies de communication
Le territoire de la commune est situé à l'écart des grands axes routiers.

## Urbanisme

### Typologie
Au 1er janvier 2024, Vaujany est catégorisée commune rurale à habitat dispersé, selon la nouvelle grille communale de densité à sept niveaux définie par l'Insee en 2022.
Elle est située hors unité urbaine et hors attraction des villes,.

### Occupation des sols
L'occupation des sols de la commune, telle qu'elle ressort de la base de données européenne d’occupation biophysique des sols Corine Land Cover (CLC), est marquée par l'importance des forêts et milieux semi-naturels (96,4 % en 2018), en augmentation par rapport à 1990 (95,2 %). La répartition détaillée en 2018 est la suivante : 
espaces ouverts, sans ou avec peu de végétation (39,9 %), milieux à végétation arbustive et/ou herbacée (38,1 %), forêts (18,4 %), eaux continentales (2,3 %), zones agricoles hétérogènes (0,9 %), zones urbanisées (0,4 %). L'évolution de l’occupation des sols de la commune et de ses infrastructures peut être observée sur les différentes représentations cartographiques du territoire : la carte de Cassini (XVIIIe siècle), la carte d'état-major (1820-1866) et les cartes ou photos aériennes de l'IGN pour la période actuelle (1950 à aujourd'hui).

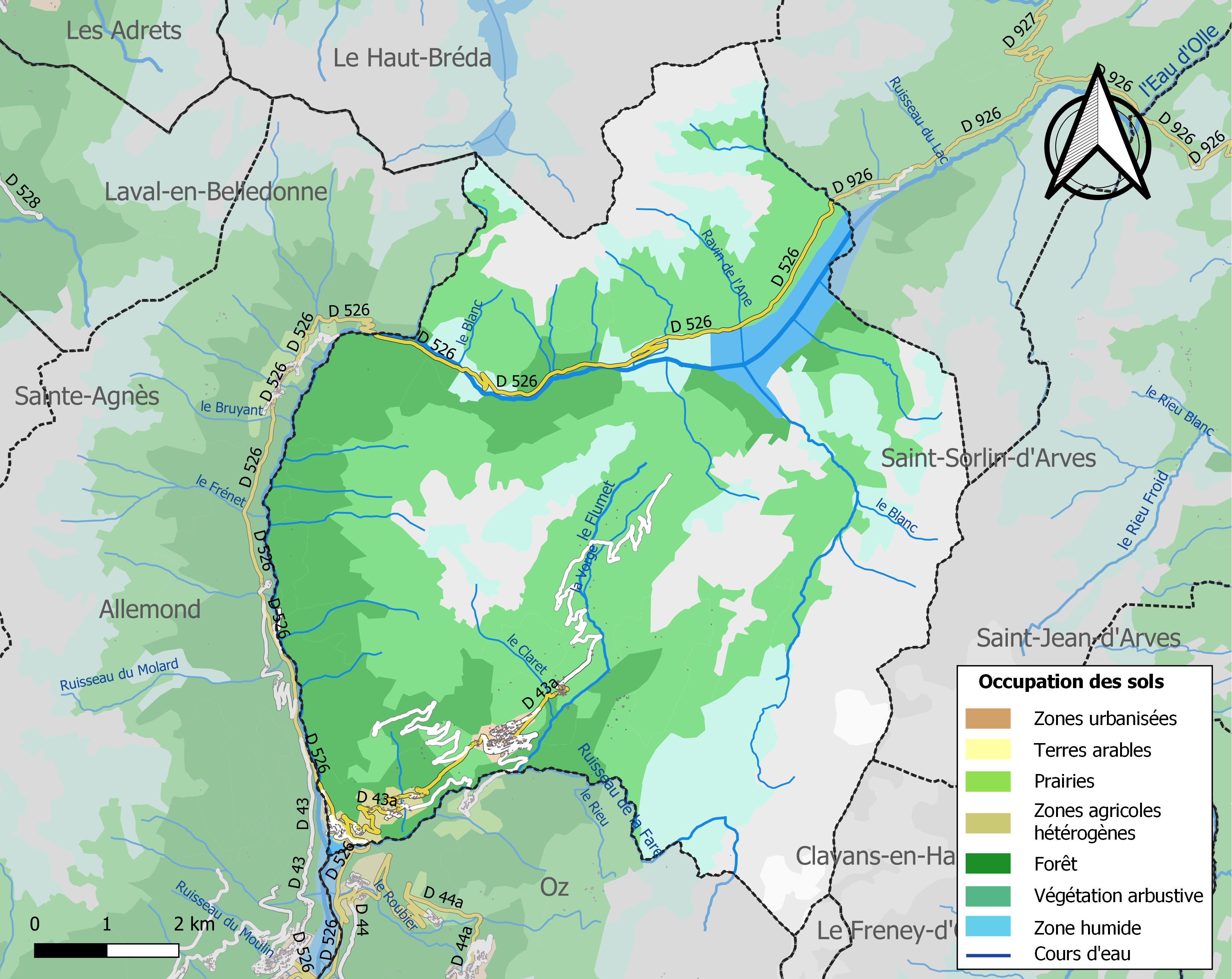
Carte des infrastructures et de l'occupation des sols de la commune en 2018 (CLC).

### Hameaux, lieux dits et écarts

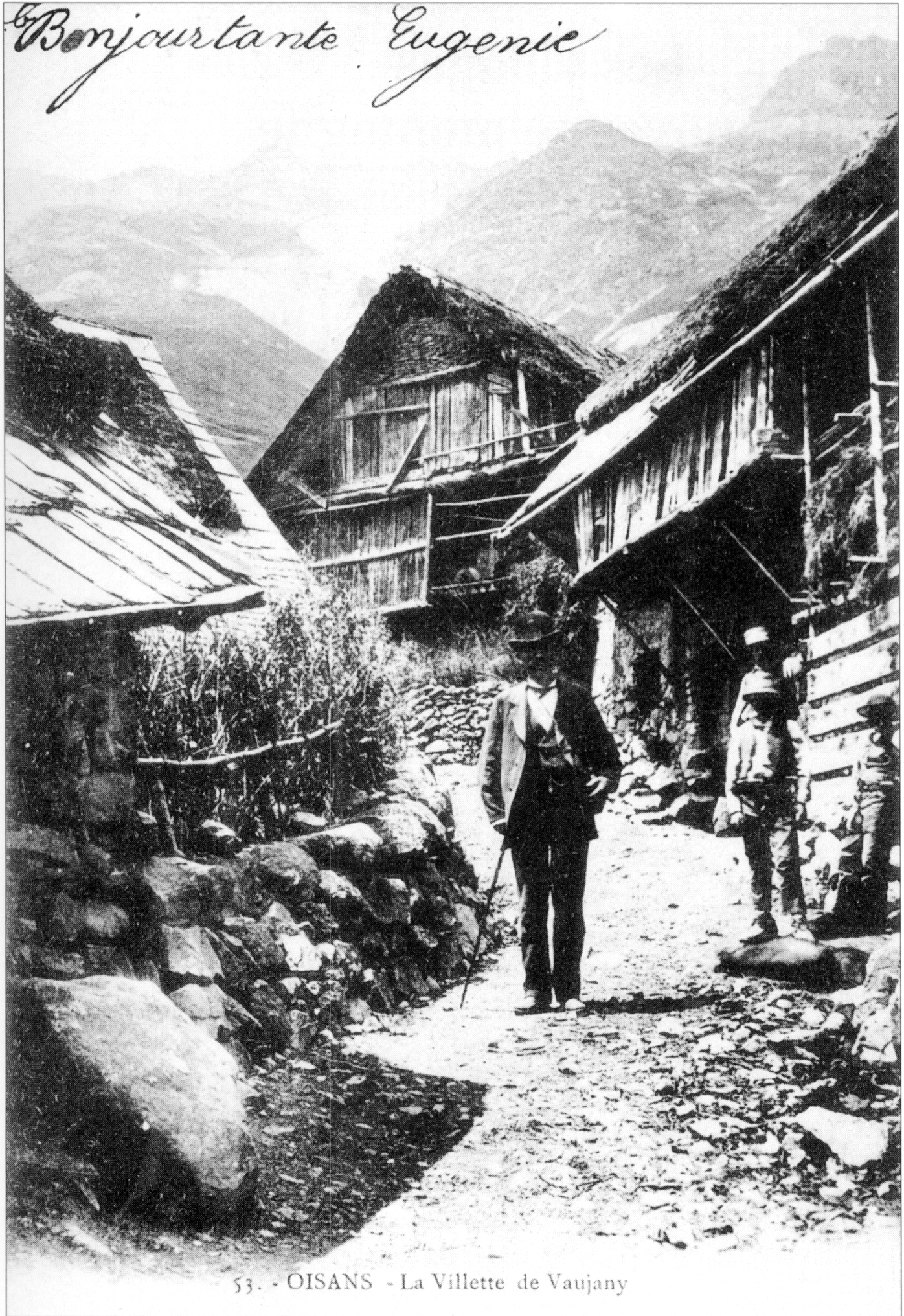
La Villette au début du XXe siècle.

- Le Verney (790 mètres d'altitude) ;
- Rif Jany ;
- la Condamine ;
- Pourchery ;
- le Perrier ;
- le petit Vaujany ;
- la Villette (1 325 mètres d'altitude).

### Risques naturels et technologiques

#### Risques sismiques
L'ensemble du territoire de la commune de Vaujany est situé en zone de sismicité no 3 (sur une échelle de 1 à 5), mais en bordure de la zone de sismicité no 4 qui longe les limites nord-est de son territoire.
| Type de zone | Niveau            | Définitions (bâtiment à risque normal) |
| ------------ | ----------------- | -------------------------------------- |
| Zone 3       | Sismicité modérée | accélération = 1,1 m/s2                |

## Histoire

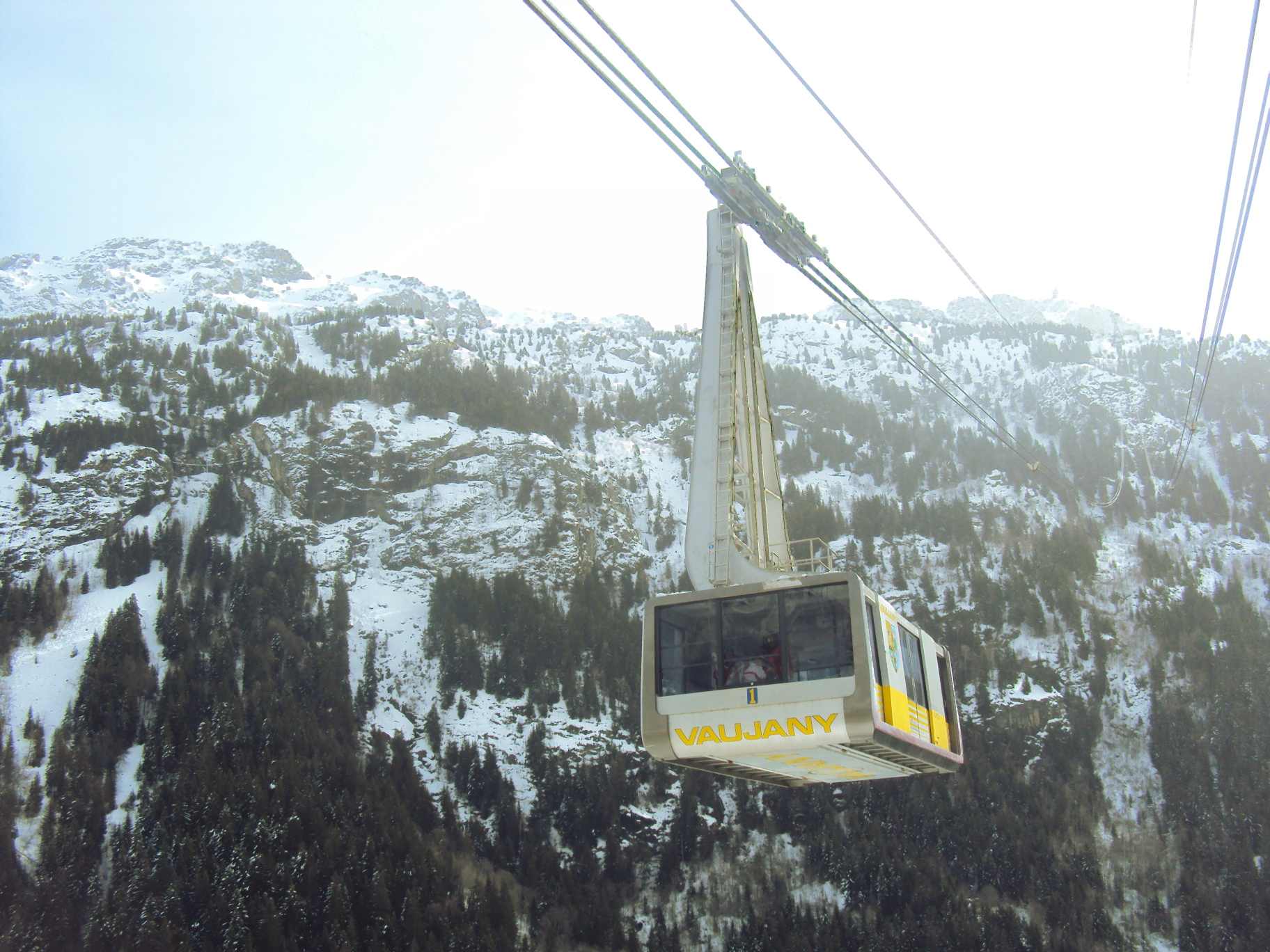
Le téléphérique Vaujany-Alpette.

L'histoire de Vaujany s'inscrit profondément dans celle de la province du Dauphiné, dont la commune était le dernier bastion avant la Savoie. Ainsi, le fait d'être situé sur ce lieu de passage stratégique a très certainement contribué à une fréquentation de ces lieux par l'homme dans des temps très reculés.

### Préhistoire et Antiquité
Nous n'avons pas, à Vaujany, trouvé de trace (pierres tombales, outils, instruments de chasse) des premières incursions humaines dans les Alpes, datées de 8 000 ans av. J.-C., mais on peut sans risque de se tromper indiquer que des traces d'habitat permanent datant de l'âge du bronze, soit 800 ans av. J.-C., ont été trouvées en altitude sur une autre voie de passage vers l'Italie, près du col du Lautaret.
Puis les tribus celtes ont peuplé la vallée de la Romanche, à 10 km d'ici, plus précisément le peuple des Ucènes, qui a donné son nom à l'Oisans.
Plus tard, les Romains avides de conquêtes sont passés par là, laissant dans les Grandes Rousses qui nous surplombent des traces de leurs fameuses voies romaines, et également d'exploitations minières puisque les montagnes qui nous entourent sont truffées de minerais (cuivre, argent et charbon). Puis, dans l'ordre, les Alamans, venus du sud de l'Allemagne, puis les Burgondes, ainsi que les terribles Lombards, déferlent dans ces montagnes, suivis quelques siècles plus tard par d'autres visiteurs, les Sarrasins, qui ont laissé trace de leur implantation dans le village voisin de Villard-Reculas sous forme d'un canal d'adduction d'eau. On sait qu'ils étaient eux aussi friands de métaux précieux.

### Époques moderne et contemporaine
À l'époque moderne et contemporaine, cette commune de haute montagne, très étendue (7 154 hectares), avait une activité essentiellement d'agriculture de montagne et d'élevage jusqu'à il y a une vingtaine d'années. Elle a commencé à subir le phénomène de désertification par suite d'une rentabilité insuffisante de l'agriculture de montagne. Les grands travaux d'aménagement de Grand Maison ont accéléré ce phénomène.
Au titre de la participation significative de sa population au Maquis de l'Oisans et des lourdes représailles exercées par la Wehrmacht, la commune est titulaire de la croix de guerre 39-45.
Le 13 janvier 1989, la rupture de l'axe de liaison suspente - chariot du téléphérique Vaujany-Alpette à Vaujany provoque la chute de la cabine et le décès de  8 techniciens âgés de 18 à 31 ans lors du dernier essai avant l'ouverture au public,,,,. Cet accident est lié à un défaut de conception de l'entreprise Poma.
Depuis quelques années, Vaujany est en proie à une dette d'environ 120 000 euros par habitants, ce qui en fait la ville la plus endettée de France.

## Politique et administration

### Liste des maires
| Période                                  | Période  | Identité                     | Étiquette | Qualité |
| ---------------------------------------- | -------- | ---------------------------- | --------- | ------- |
| 1752                                     | 1803     | André Jacquemet              | SE        |         |
| 1796                                     | 1800     | Dominique Chanoux            | SE        |         |
| 1812                                     | 1815     | Martin Durif                 | SE        |         |
| 1815                                     | 1818     | François Long                | SE        |         |
| 1818                                     | 1826     | Féréol Noyrey                | SE        |         |
| 1830                                     | 1844     | Jean-Laurent Jacquemet       | SE        |         |
| 1845                                     | 1863     | Féréol André Molin-Desgrange | SE        |         |
| 1865                                     | 1876     | Auguste Jacquemet            | SE        |         |
| 1876                                     | 1884     | François Dominique Jacquemet | SE        |         |
| 1884                                     | 1885     | Étienne Hugues               | SE        |         |
| 1885                                     | 1889     | Ferdinand Jacquemet          | SE        |         |
| 1889                                     | 1896     | François Dominique Jacquemet | SE        |         |
| 1896                                     | 1904     | Achille François Jacquemet   | SE        |         |
| 1904                                     | 1912     | Rémy Genevois                | SE        |         |
| 1912                                     | 1929     | Étienne Chanoux              | SE        |         |
| 1931                                     | 1965     | Augustin Rostaing            | SE        |         |
| 1965                                     | 1971     | Léon Falque                  | SE        |         |
| 1971                                     | 1977     | Alphonse Basset              | SE        |         |
| 1977                                     | 1995     | Raymond Basset               | SE        |         |
| 1995                                     | 2008     | Marcel Basset                | SE        |         |
| 2008                                     | En cours | Yves Genevois                | SE        |         |
| Les données manquantes sont à compléter. |          |                              |           |         |

"Les dates de début et de fin de mandat n'acquièrent une certaine cohérence qu'à partir de la Troisième République (1875).
Des actes de naissance sont signés André Jacquemet, maire et officier de l'état civil, en 1816."

## Population et société

### Démographie
L'évolution du nombre d'habitants est connue à travers les recensements de la population effectués dans la commune depuis 1793. Pour les communes de moins de 10 000 habitants, une enquête de recensement portant sur toute la population est réalisée tous les cinq ans, les populations de référence des années intermédiaires étant quant à elles estimées par interpolation ou extrapolation. Pour la commune, le premier recensement exhaustif entrant dans le cadre du nouveau dispositif a été réalisé en 2007.

En 2022, la commune comptait 352 habitants, en évolution de +9,32 % par rapport à 2016 (Isère : +3,07 %, France hors Mayotte : +2,11 %).
| 1793 | 1800 | 1806 | 1821 | 1831 | 1836 | 1841 | 1846 | 1851 |
| ---- | ---- | ---- | ---- | ---- | ---- | ---- | ---- | ---- |
| 835  | 721  | 675  | 774  | 935  | 792  | 832  | 984  | 930  |

| 1856 | 1861 | 1866 | 1872 | 1876 | 1881 | 1886 | 1891 | 1896 |
| ---- | ---- | ---- | ---- | ---- | ---- | ---- | ---- | ---- |
| 803  | 756  | 757  | 787  | 816  | 864  | 877  | 841  | 718  |

| 1901 | 1906 | 1911 | 1921 | 1926 | 1931 | 1936 | 1946 | 1954 |
| ---- | ---- | ---- | ---- | ---- | ---- | ---- | ---- | ---- |
| 700  | 673  | 675  | 657  | 637  | 535  | 500  | 434  | 333  |

| 1962 | 1968 | 1975 | 1982 | 1990 | 1999 | 2006 | 2007 | 2012 |
| ---- | ---- | ---- | ---- | ---- | ---- | ---- | ---- | ---- |
| 308  | 270  | 224  | 412  | 242  | 311  | 311  | 311  | 303  |

| 2017 | 2022 | - | - | - | - | - | - | - |
| ---- | ---- | - | - | - | - | - | - | - |
| 337  | 352  | - | - | - | - | - | - | - |

### Enseignement
La commune est rattachée à l'académie de Grenoble.

### Médias
Historiquement, le quotidien à grand tirage Le Dauphiné libéré consacre, chaque jour, y compris le dimanche, dans son édition Romanche-Oisans, un ou plusieurs articles à l'actualité du canton et de la communauté de communes, ainsi que des informations sur les éventuelles manifestations locales, les travaux routiers, et autres événements divers à caractère local.

### Sports
- Alpe d'Huez Grand Domaine Ski ;
- Station de ski « Vaujany » ;
- Le Hockey Club Vaujany surnommé « les Grizzlys », évolue en division 2, 3e échelon national du hockey sur glace.

#### Cyclisme

##### Paris-Nice
L'ascension de Vaujany servit d'arrivée à la cinquième étape du Paris-Nice 1994 avec un succès de Pascal Richard.

##### Critérium du Dauphiné
| Année | Étape | Ville-départ de l’étape | Distance | Vainqueur de l’étape | Maillot jaune à l’issue de l’étape |
| ----- | ----- | ----------------------- | -------- | -------------------- | ---------------------------------- |
| 2022  | 7     | Saint-Chaffrey          | 134,8 km | Carlos Verona        | Primož Roglič                      |
| 2016  | 5     | La Ravoire              | 140 km   | Christopher Froome   | Christopher Froome                 |
| 1995  | 6     | Briançon                | 143 km   | Richard Virenque     | Miguel Indurain                    |

##### Grande Boucle Féminine
Vaujany a également plusieurs fois accueilli l'arrivée d'une étape de la Grande boucle féminine.
| Année | Étape | Ville-départ de l'étape | Distance     | Gagnante             |
| ----- | ----- | ----------------------- | ------------ | -------------------- |
| 2005  | 6     | Allemond                | 6,5 km (clm) | Priska Doppman       |
| 2003  | 5     | L'Argentière-la-Bessée  | 108,5 km     | Fabiana Luperini     |
| 2002  | 8     | Courchevel              | 113,6 km     | Valentina Polkhanova |
| 2001  | 13    | Guillestre              | 135,5 km     | Fabiana Luperini     |
| 2000  | 10    | Lans-en-Vercors         | 76,5 km      | Séverine Desbouys    |
| 1999  | 9     | La Chapelle-en-Vercors  | 129,8 km     | Valentina Polkhanova |
| 1998  | 9     | Gap                     | 120 km       | Fabiana Luperini     |
| 1997  | 5     | Valloire                | 86 km        | Fabiana Luperini     |
| 1996  | 10    | Guillestre              | 125 km       | Fabiana Luperini     |
| 1995  | 4     | Albertville             | 114,7 km     | Fabiana Luperini     |
| 1994  | 11    |                         |              | Rasa Polikevičiūtė   |
| 1993  | 11    | Fontanil-Cornillon      | 77,8 km      | Marie Purvis         |
| 1992  | 8     | Serre Chevalier         | 70,4 km      | Cécile Odin          |

### Cultes
À l'instar des autres communes de l'Oisans, la communauté catholique et l'église de Vaujany (propriété de la commune) dépendent de la paroisse Saint-Bernard en Oisans dont le presbytère est situé à Allemond. Cette paroisse est, elle-même, rattachée au diocèse de Grenoble-Vienne.

## Économie
Vaujany fait partie des villes de France les plus endettées avec un endettement par habitant en 2021 d'un peu plus de 142 000 euros. En 2024, elle est la ville la plus endettée de l'hexagone.

### Hydroélectricité

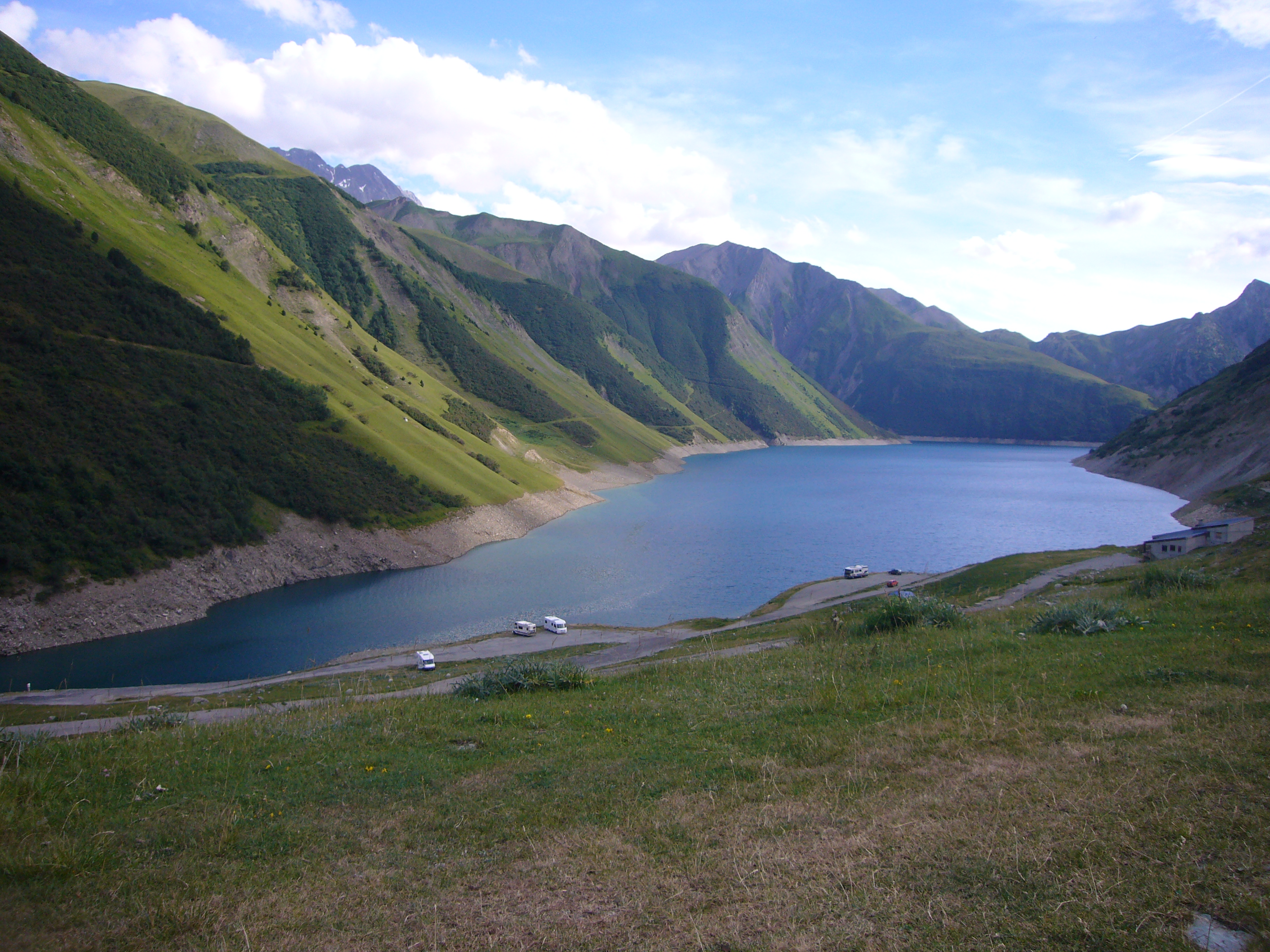
Le lac de Grand'Maison.

Le barrage de Grand'Maison et le barrage du Verney rapportent à Vaujany une rente annuelle d'environ 15 millions d'euros,.
La commune de Vaujany est, grâce à l'argent rapporté par ces deux barrages, devenue dans les années 1980 une station de sports d'hiver (aujourd'hui, été-hiver) reliée au domaine de l'Alpe d'Huez par téléphérique.

### Tourisme
- Aire pour camping-cars ;
- Centre estival du Collet ;
- Clubs pour enfants ;
- Festival de Scrabble chaque année en août ;
- Garderie ;
- Office de tourisme ;
- Patinoire ;
- Bowling ;
- Petit train (saison estivale) ;
- Piste de luge ;
- Pistes de ski ;
- Sentiers de randonnée ;
- Via ferrata & voies d'escalade (cascade de La Fare) ;
- Visite de la maison du maire.

## Culture locale et patrimoine

### Lieux et monuments
- Barrage de Grand'Maison ;
- Barrage du Verney ;
- Cascade de la Fare ;
- Chapelle de Pourchery ;
- Chapelle de la Villette ;
- Église Saint-Étienne de Vaujany ;
- Four banal de la Villette ;

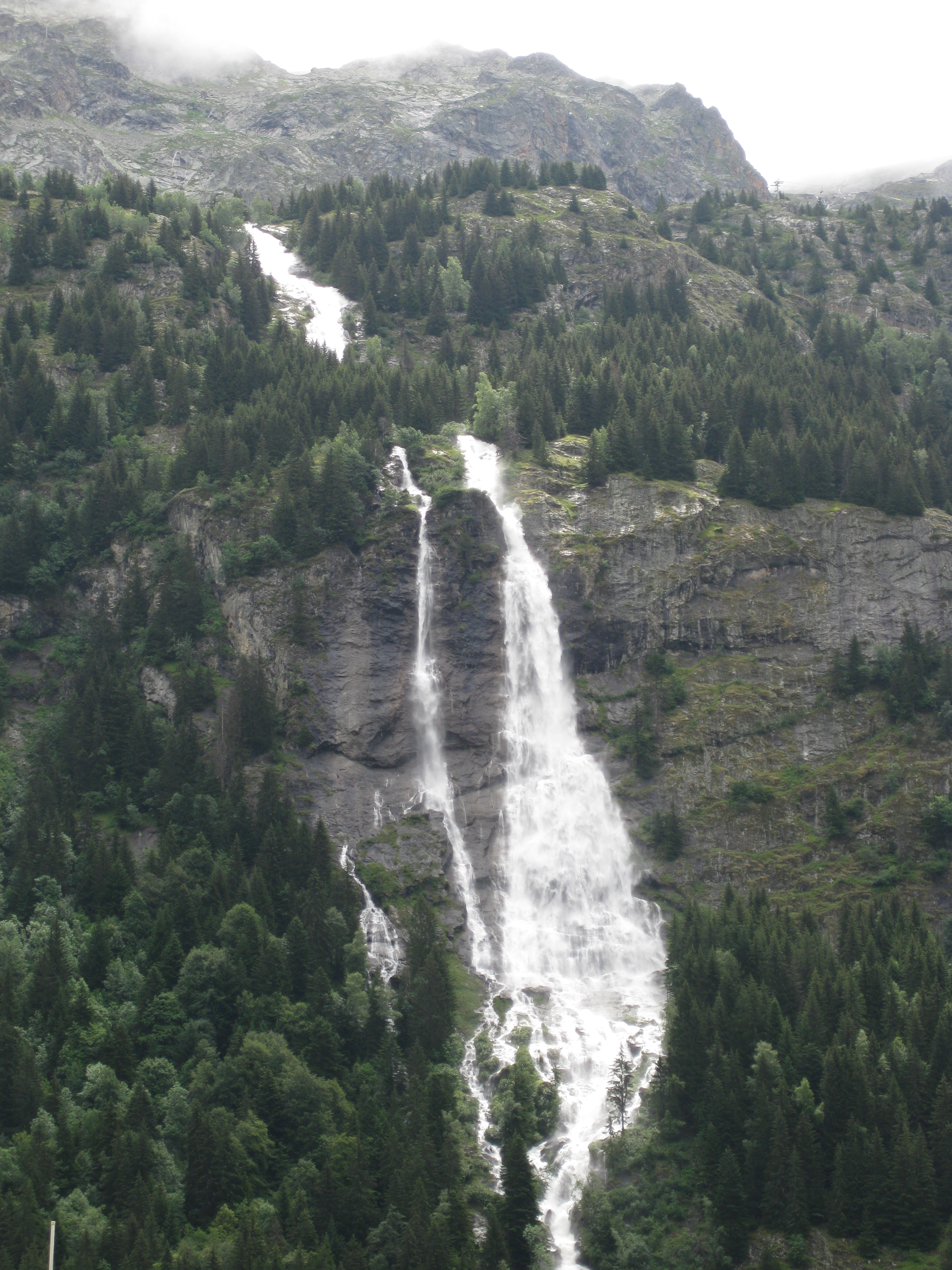
Cascade de la Fare.

- Monument aux morts en face de l'église ;
- Stèle en hommage aux combattants des maquis de l'Oisans au pied du col du Sabot ;
- Stèle en hommage aux huit victimes de l'accident de téléphérique survenu le 13 janvier 1989 en contrebas de la gare d'arrivée.

### Patrimoine culturel
- Médiathèque de plus de 10 000 ouvrages ;

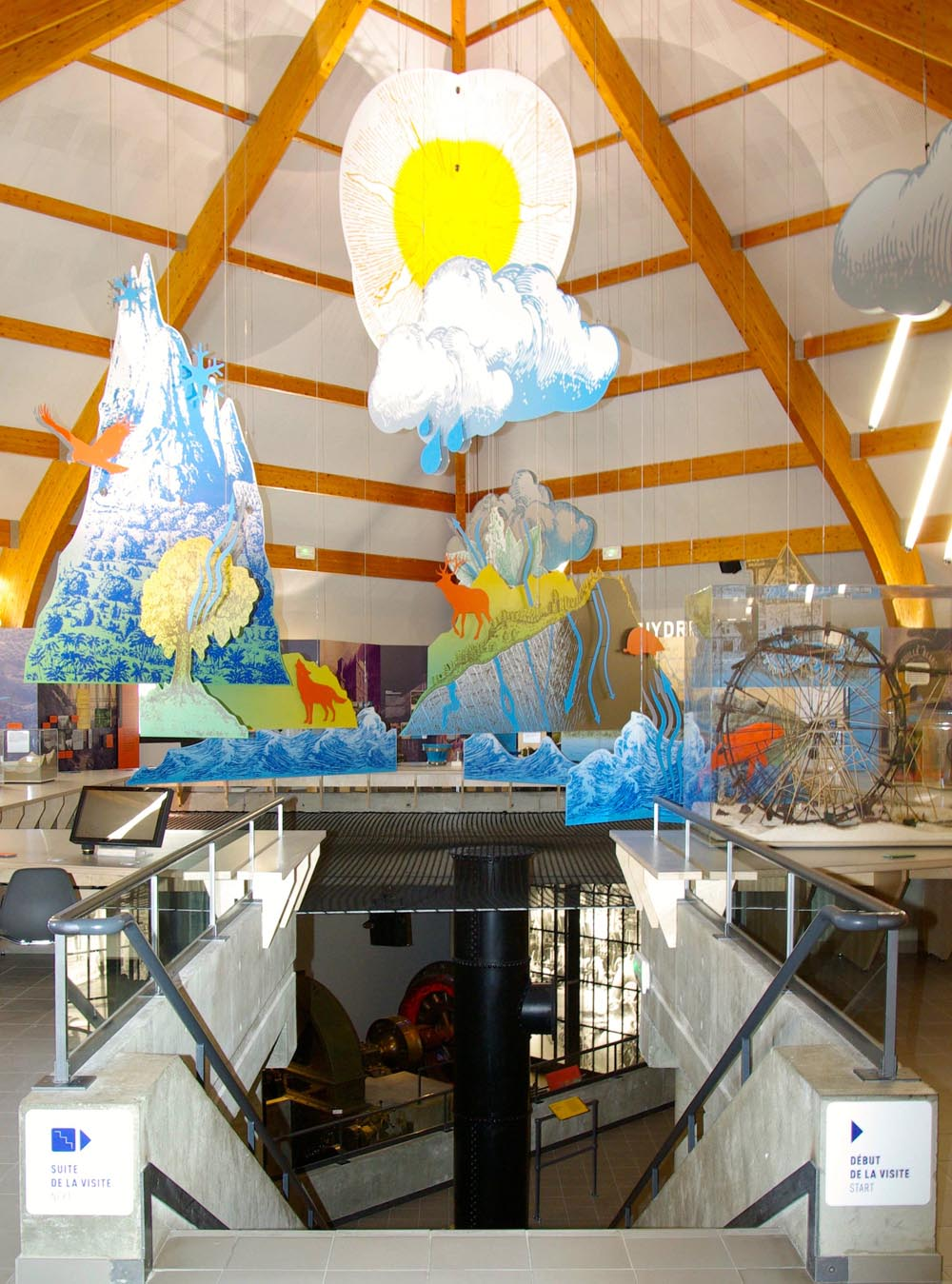
Musée Hydrelec.

- Pôle Sports & Loisirs (patinoire, bowling, gymnase, hammam, jacuzzi, piscine, salle de concert, salle de musculation, sauna) ;
- Espace Musée de Vaujany :
  - Musée EDF Hydrélec est un musée évoquant l'utilisation de l'eau comme source d'énergie et les techniques de production d'électricité par l'eau[34],[35],
  - Vecia ma via (ce qui signifie « Voici ma vie » en arpitan, la langue locale), est un musée sur l'histoire de Vaujany du début du XXe siècle à aujourd'hui.

### Héraldique
|  | Vaujany possède des armoiries dont l'origine et le blasonnement exact ne sont pas disponibles. |